# 贾杭格伊拉巴德
贾杭格伊拉巴德（Jahangirabad），是印度北方邦Bulandshahr县的一个城镇。总人口51369（2001年）。

## 人口
该地2001年总人口51369人，其中男性27217人，女性24152人；0—6岁人口8504人，其中男4644人，女3860人；识字率50.51%，其中男性为60.60%，女性为39.13%。